# درصوفة
درصوفة (بالفارسية: دَرصوفه) هي قرية تقع في قسم زيبد الريفي في إيران. يقدر عدد سكانها بـ 14 نسمة بحسب إحصاء 2016.

## الصور

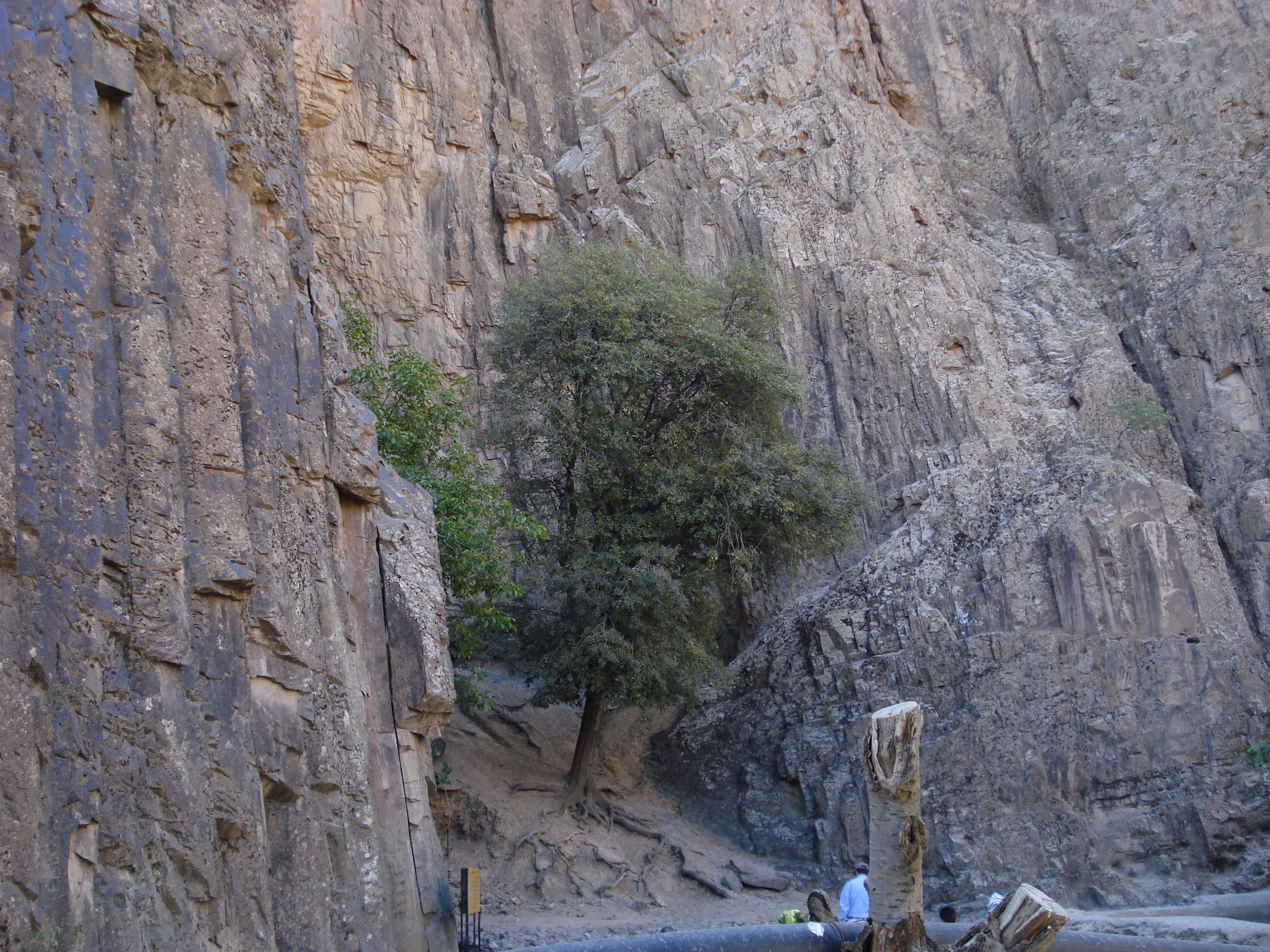
شجره المقدسه فی القبه زیبَد. دَرصوفه
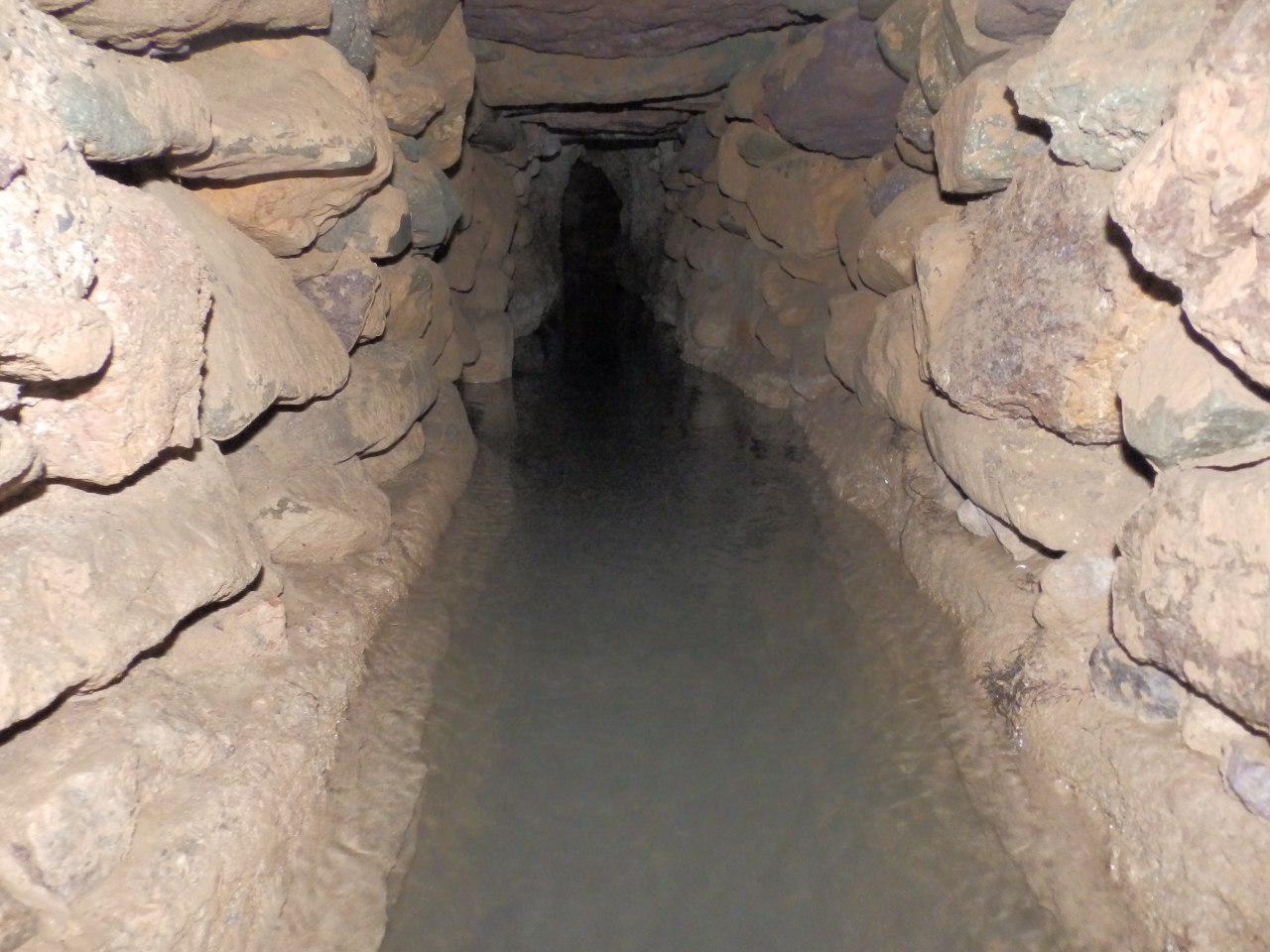
قناه زیبَد گناباد
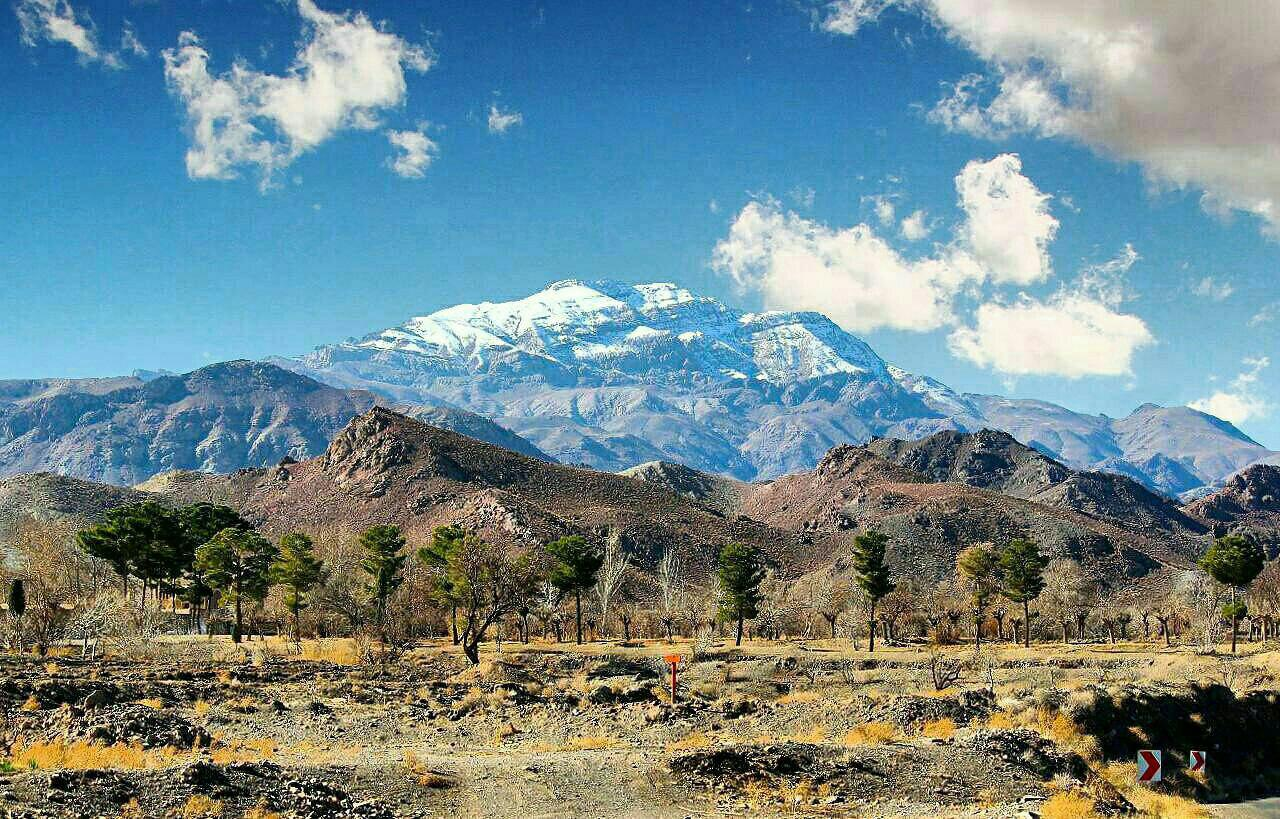
کوه زیبَد گناباد
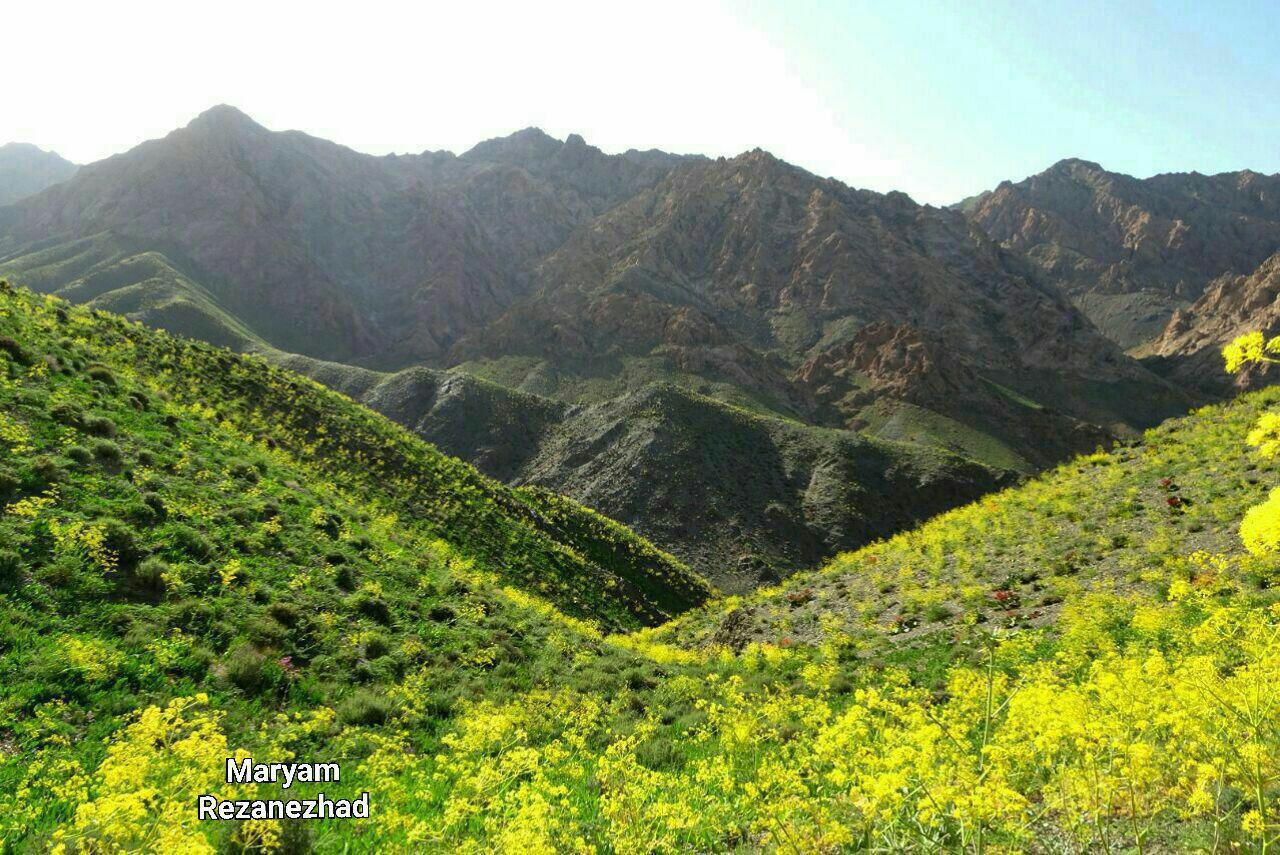
فرولا زیبد
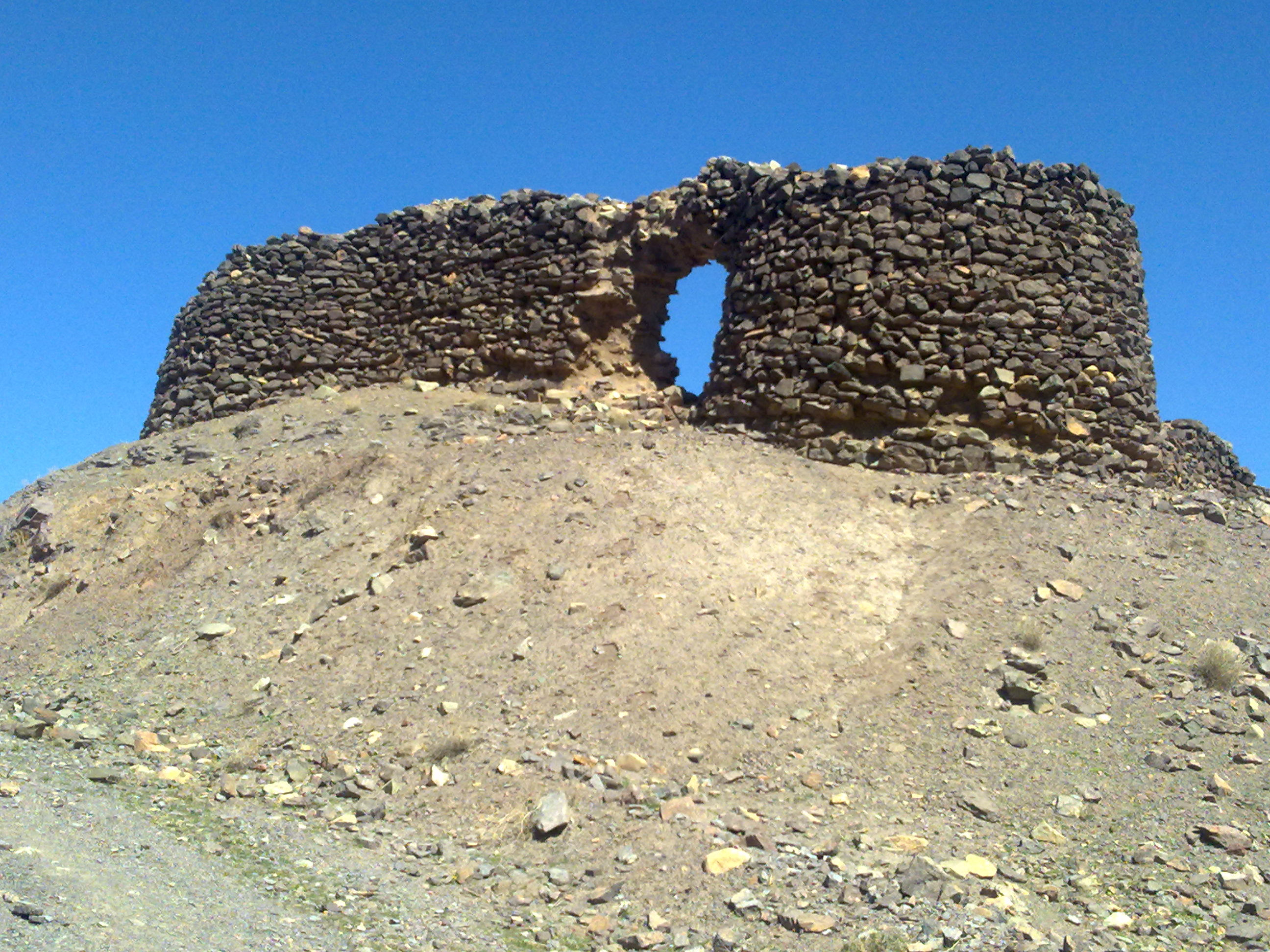
قلعه ۱۲رخ
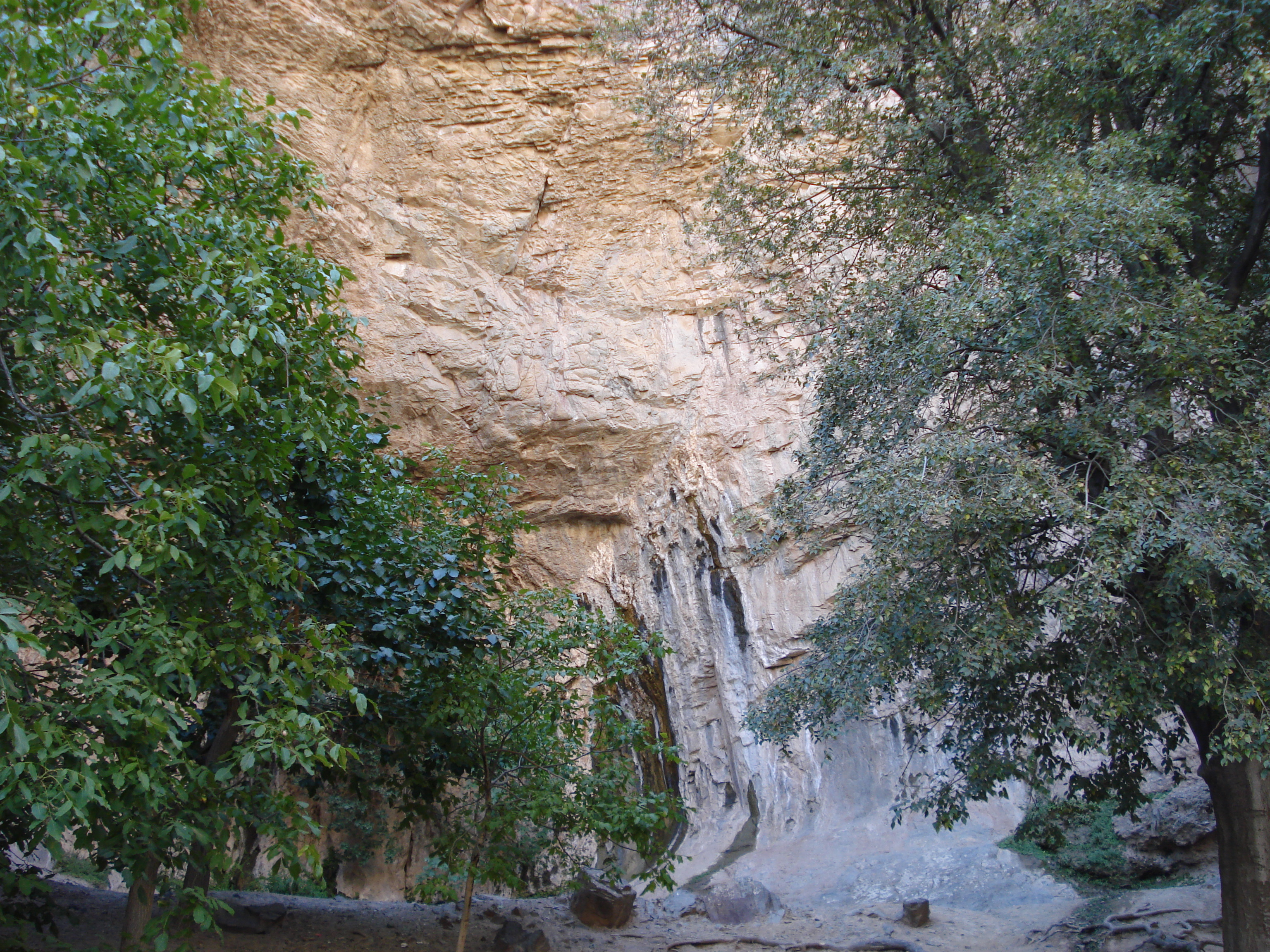
ایوان پیر
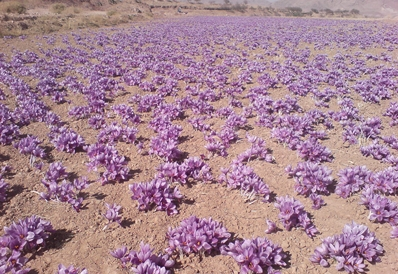
مزرعه زعفران دهستان زیبَد
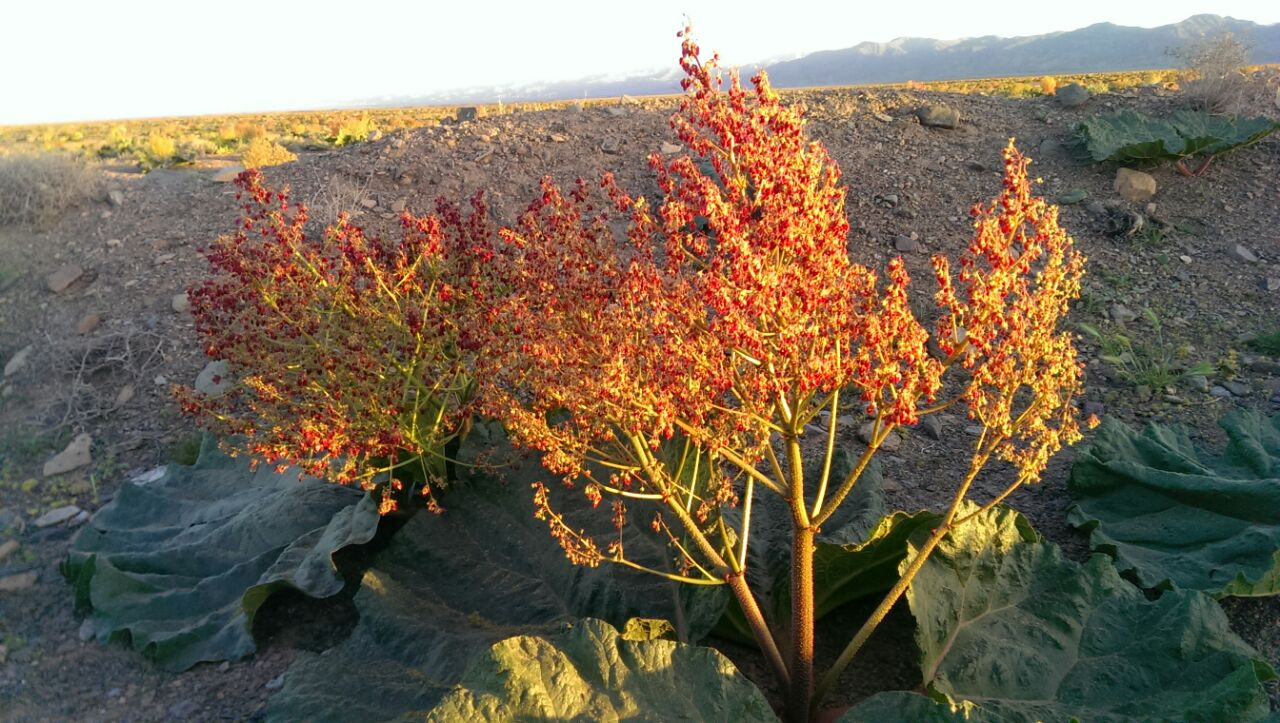
مزرعه ریواس
زیبَد گناباد
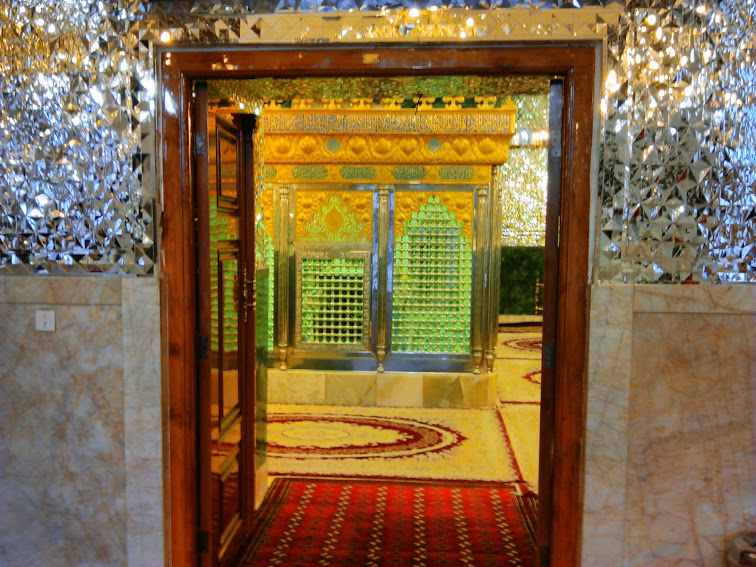
مدینه کاخک
قلعه ساسانی زیبَد
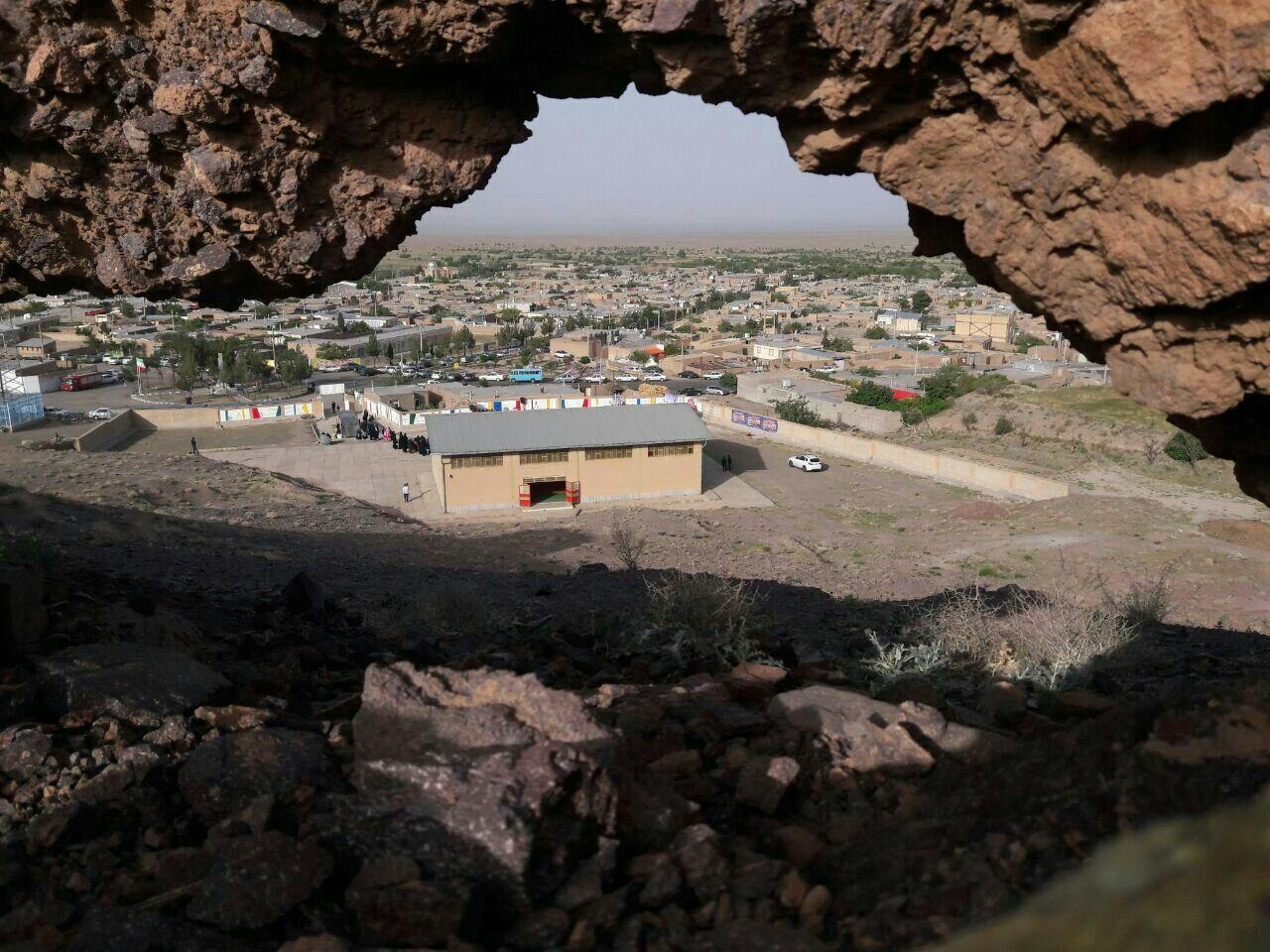
قلعه زیبَد
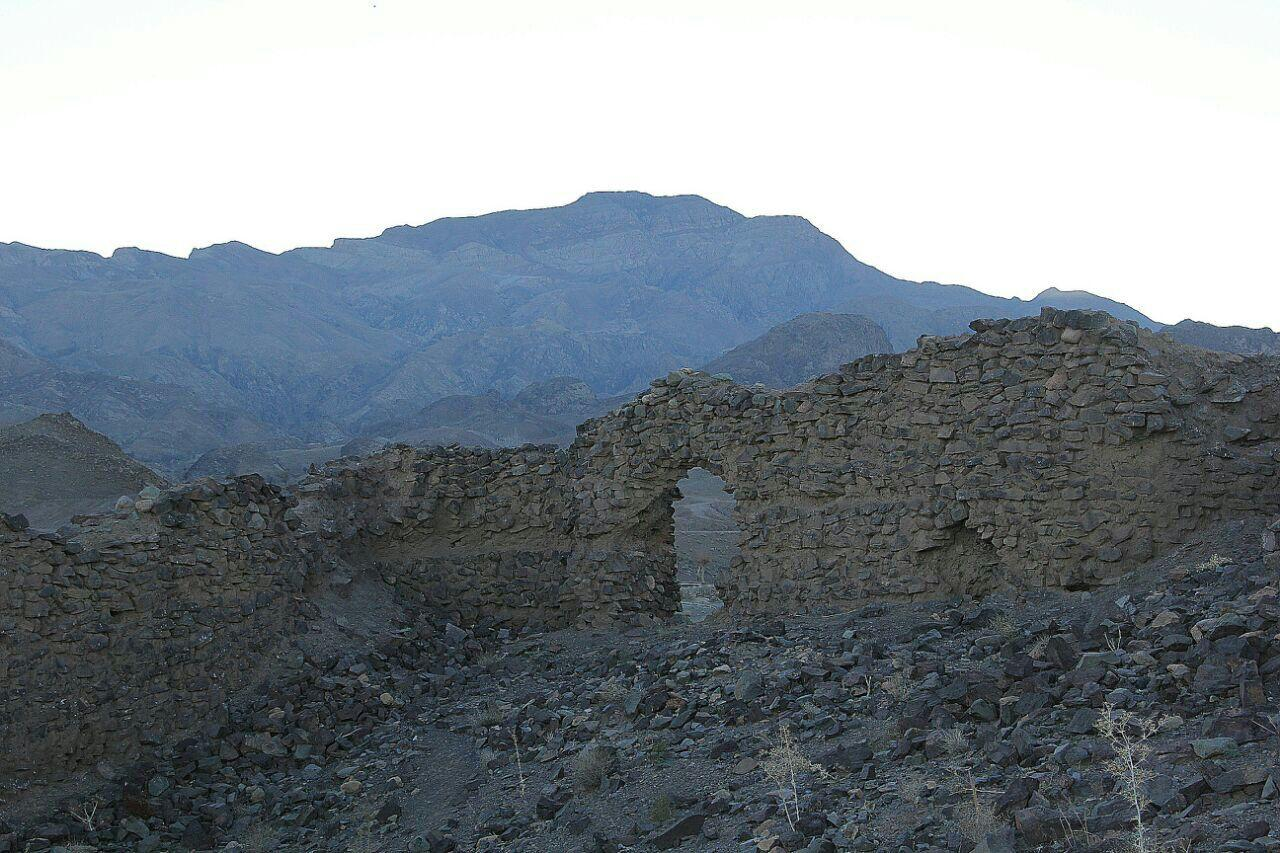
قلعه زیبَد
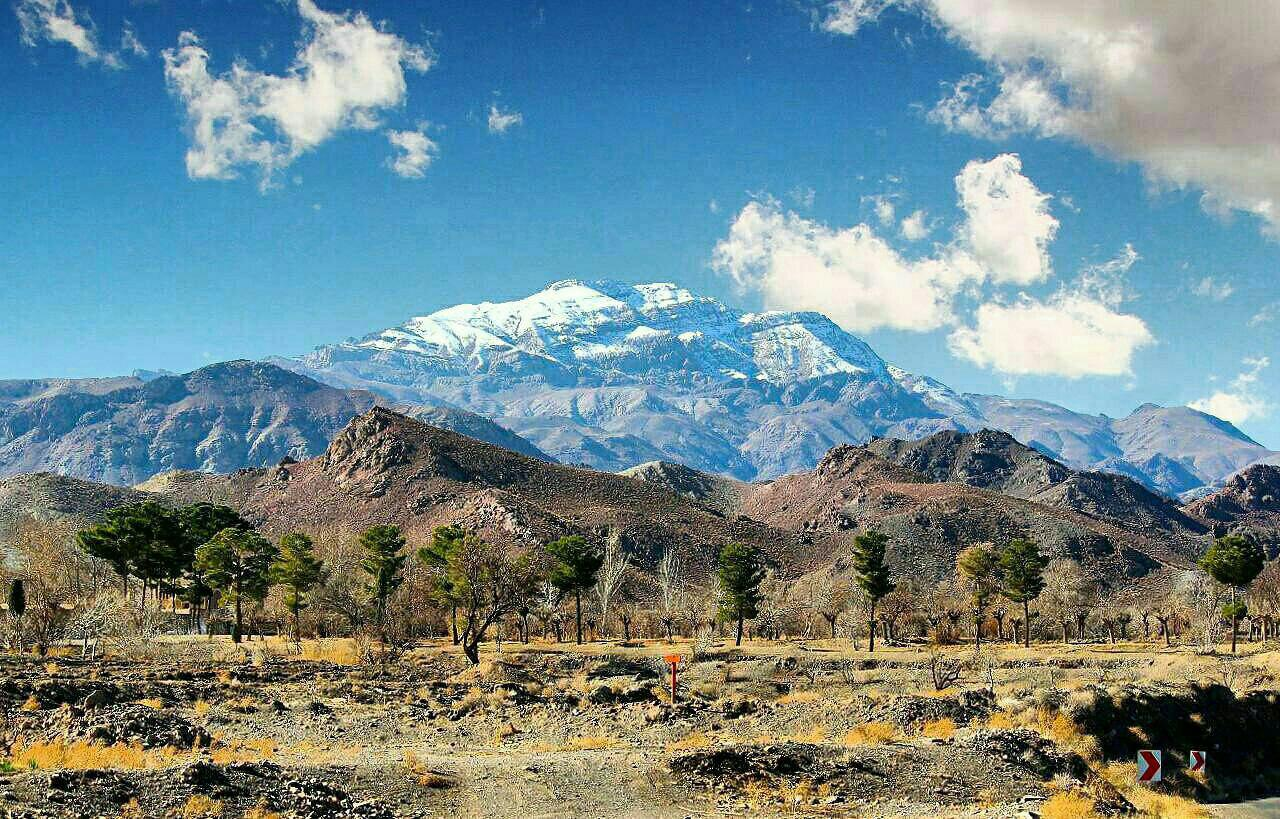
کوه زیبَد
مهرجان اللیه یلدا فی زیبَد
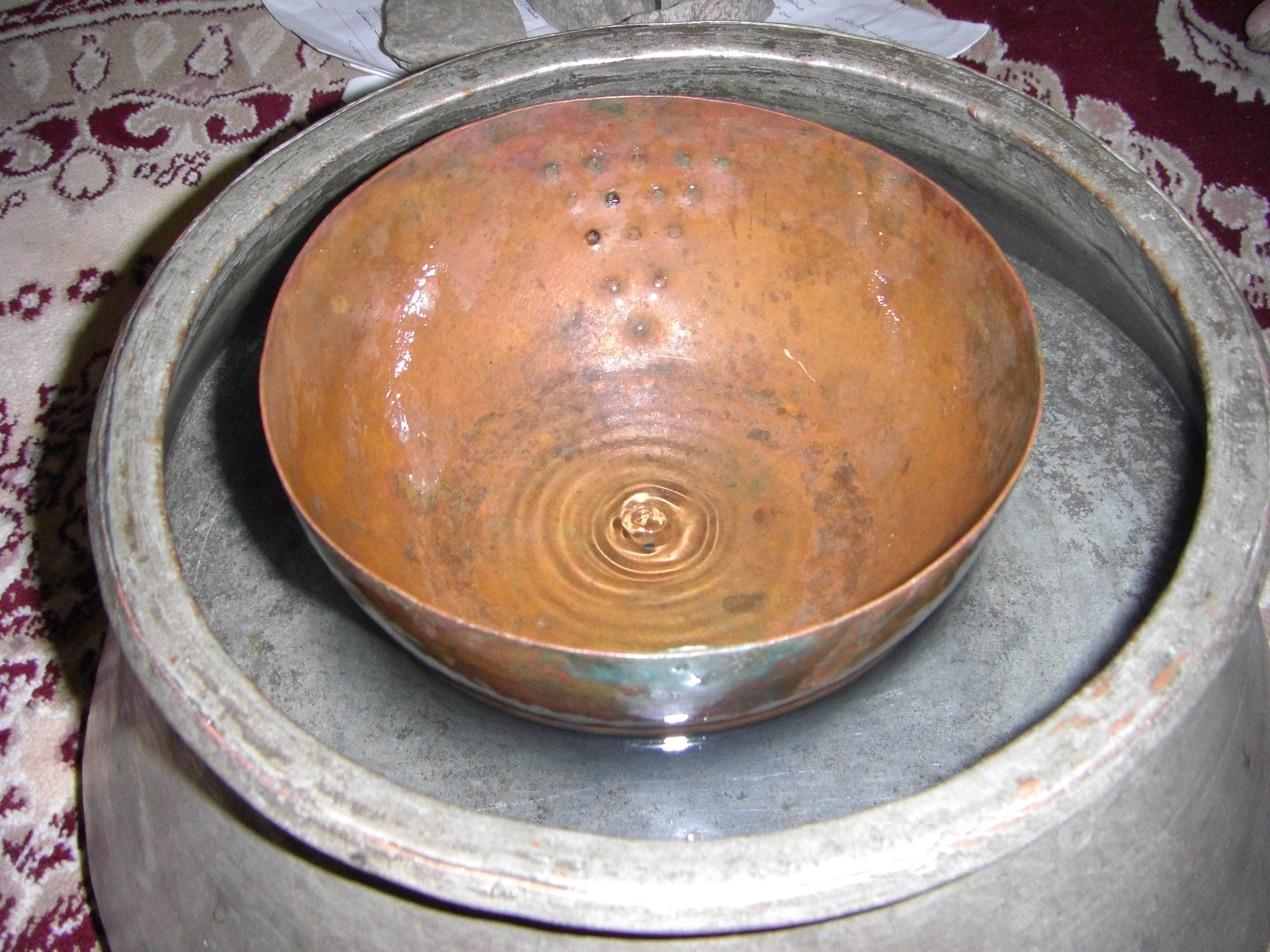
ساعهالمائیه فی قناه گناباد
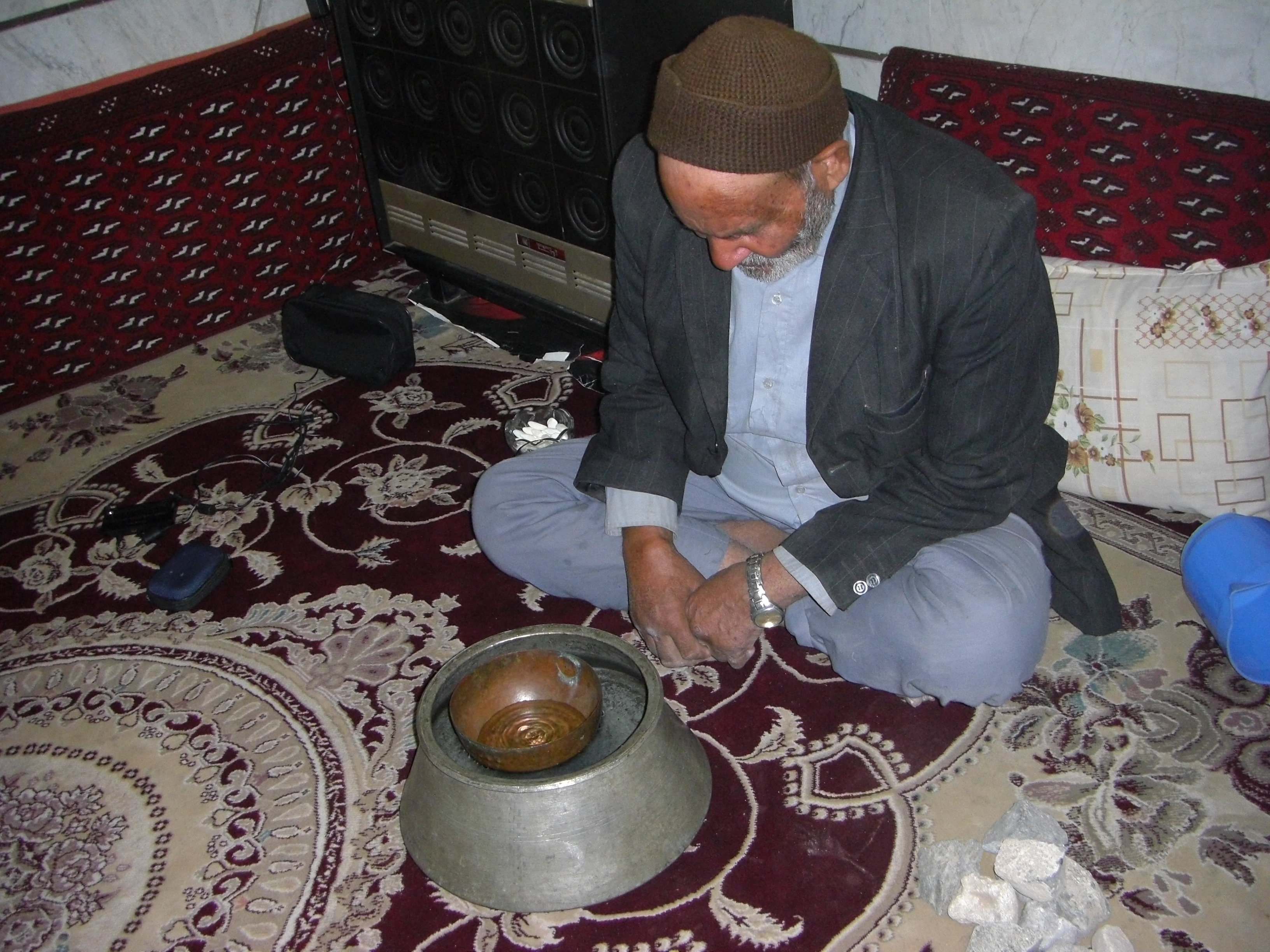
رئیس القناه فی زیبد
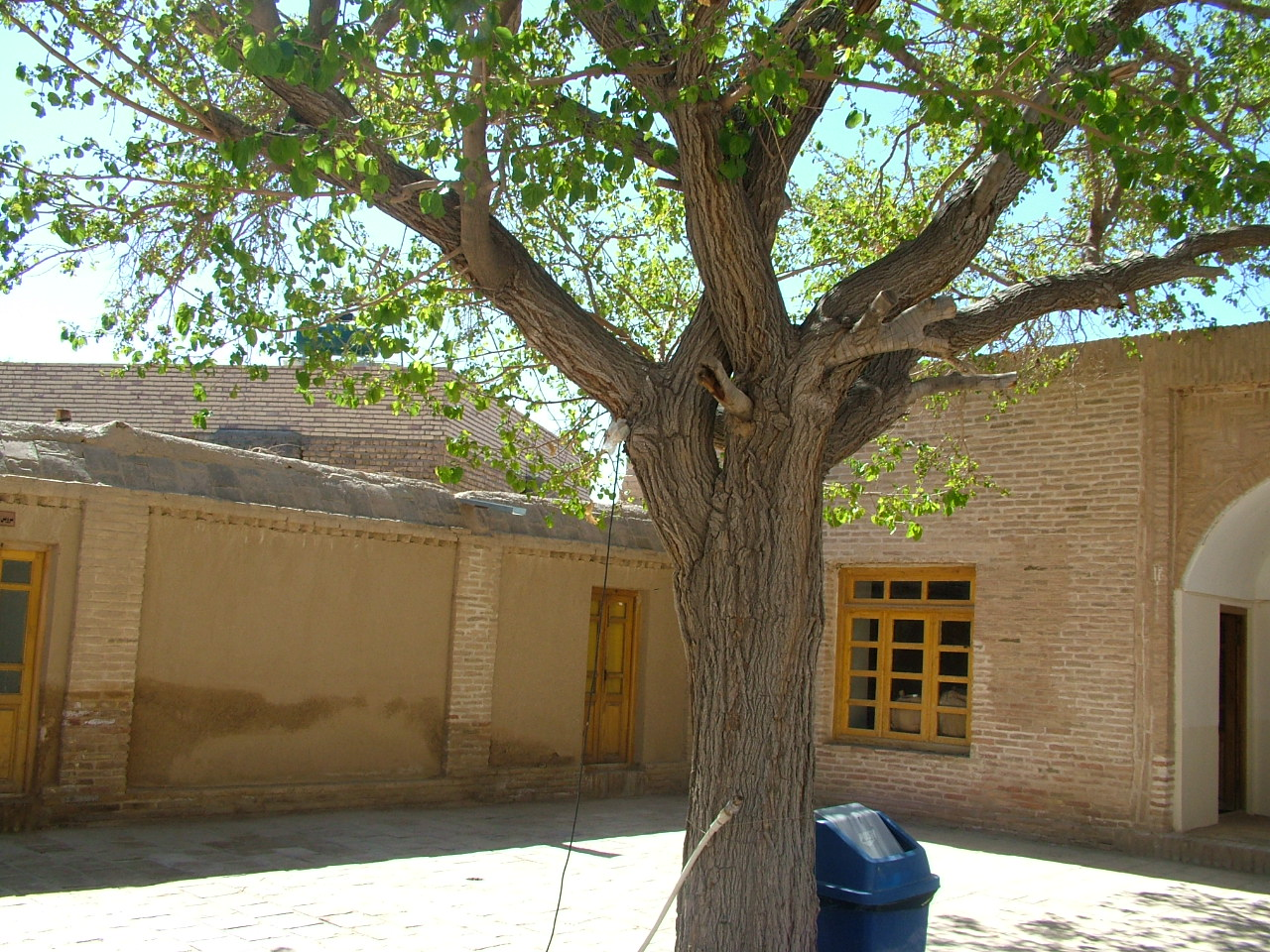
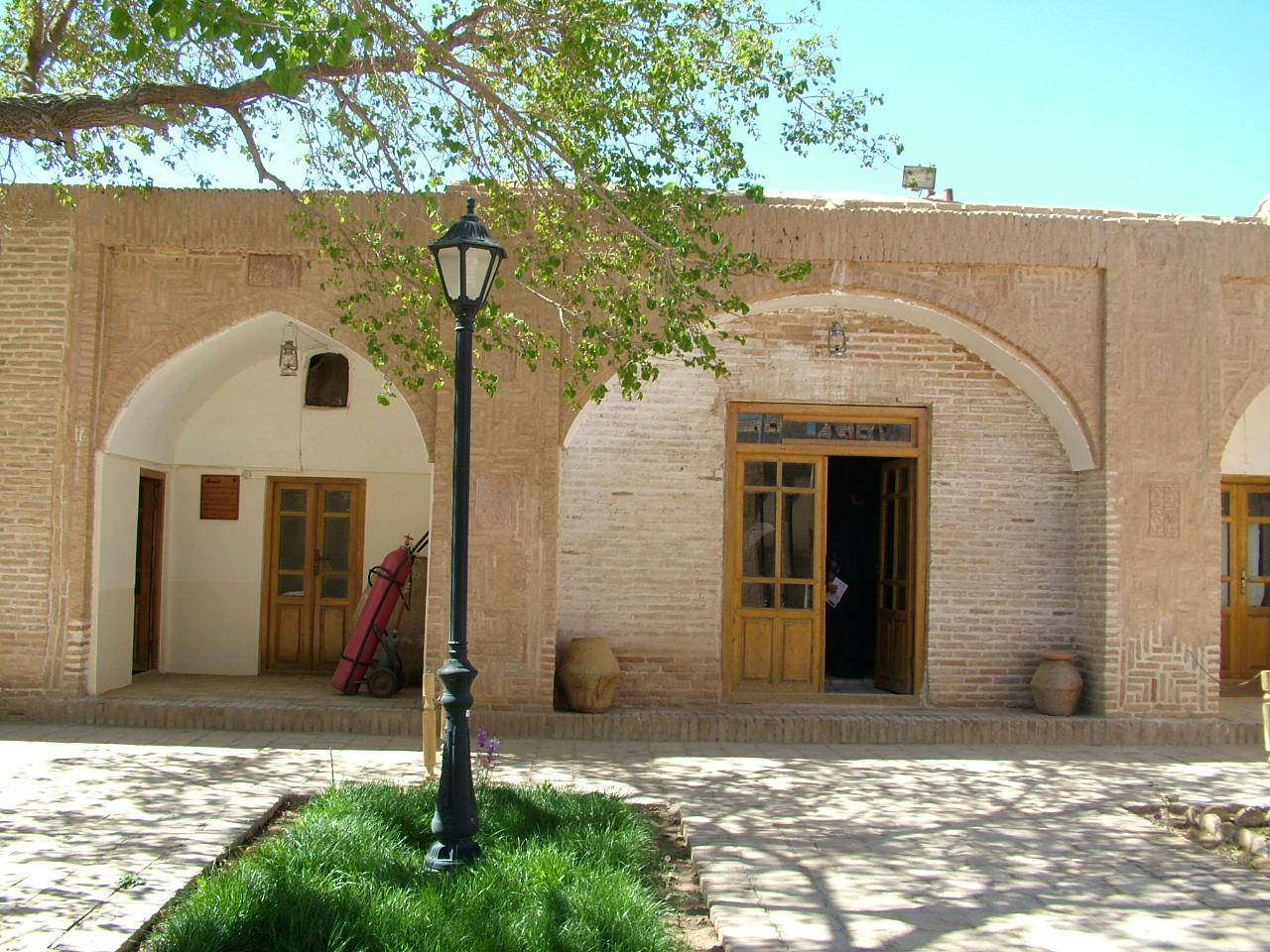
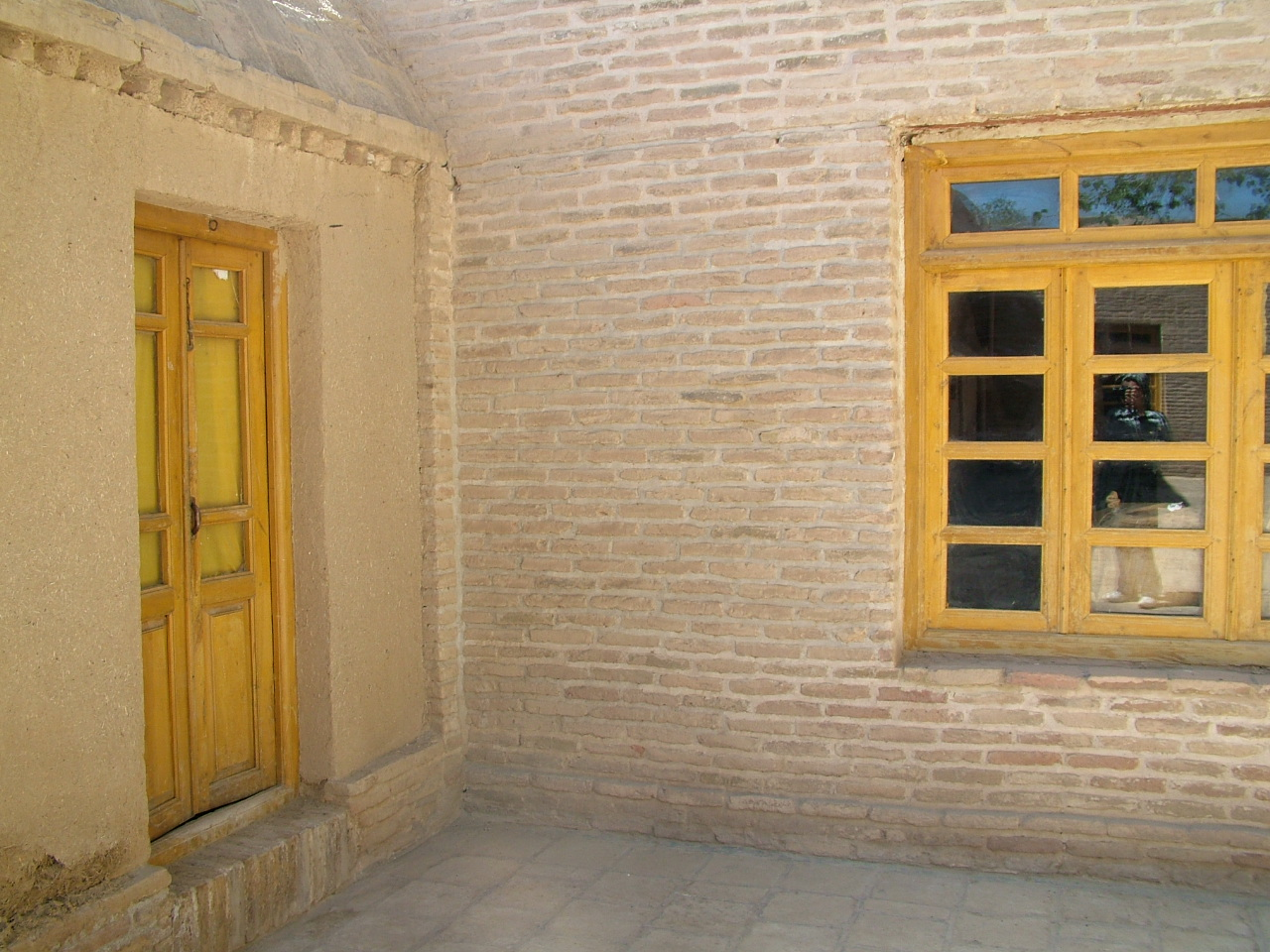
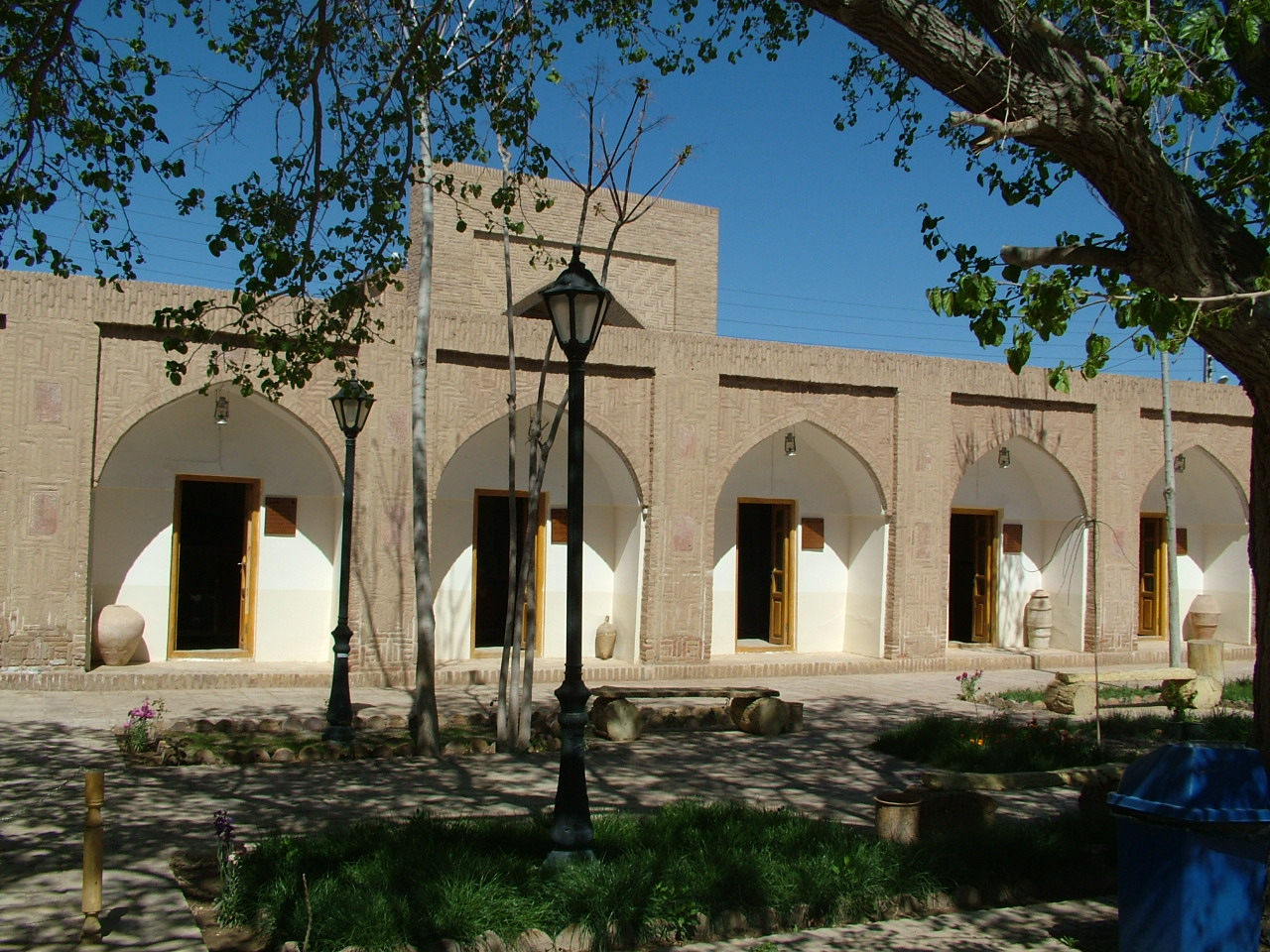
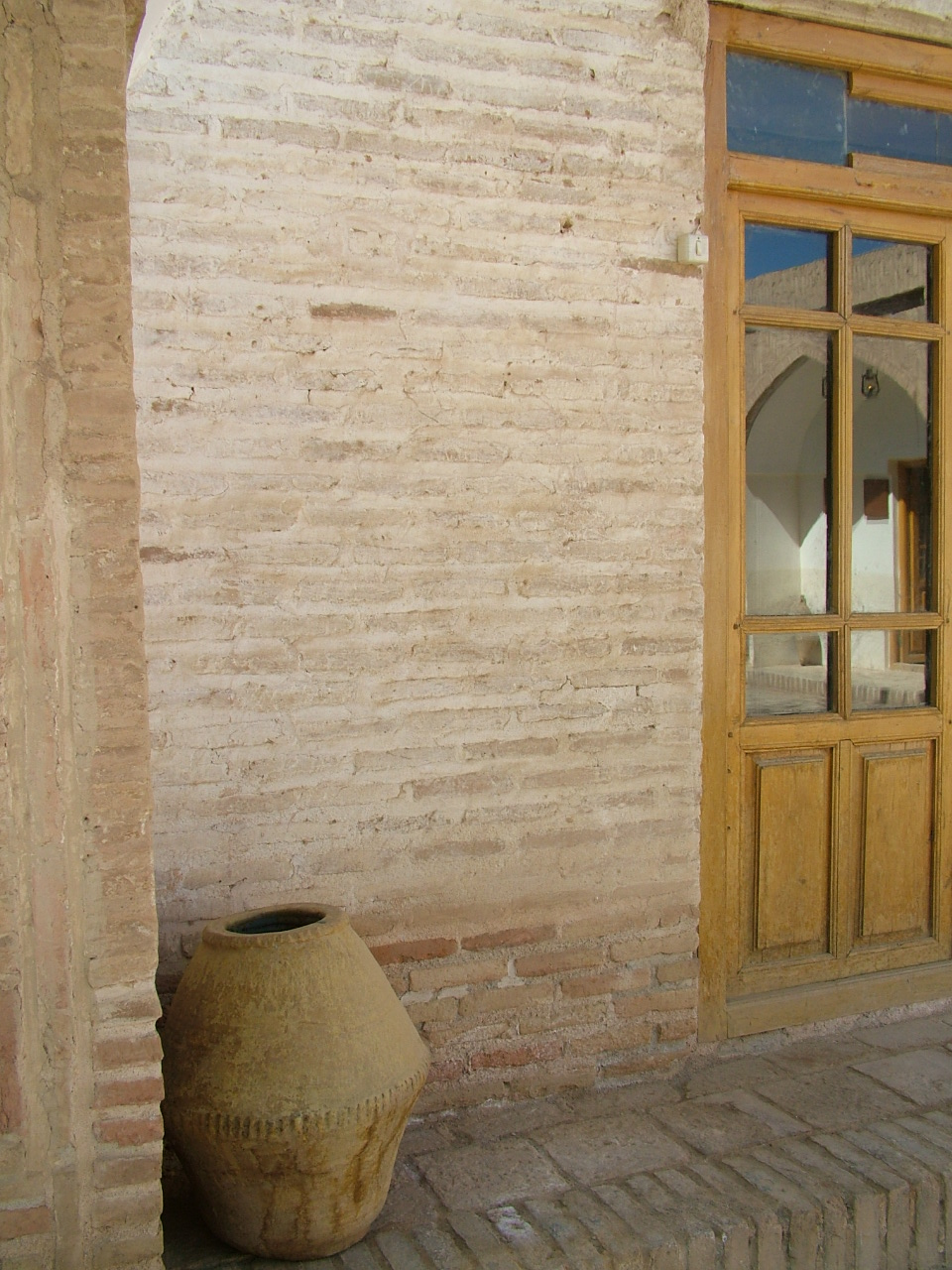
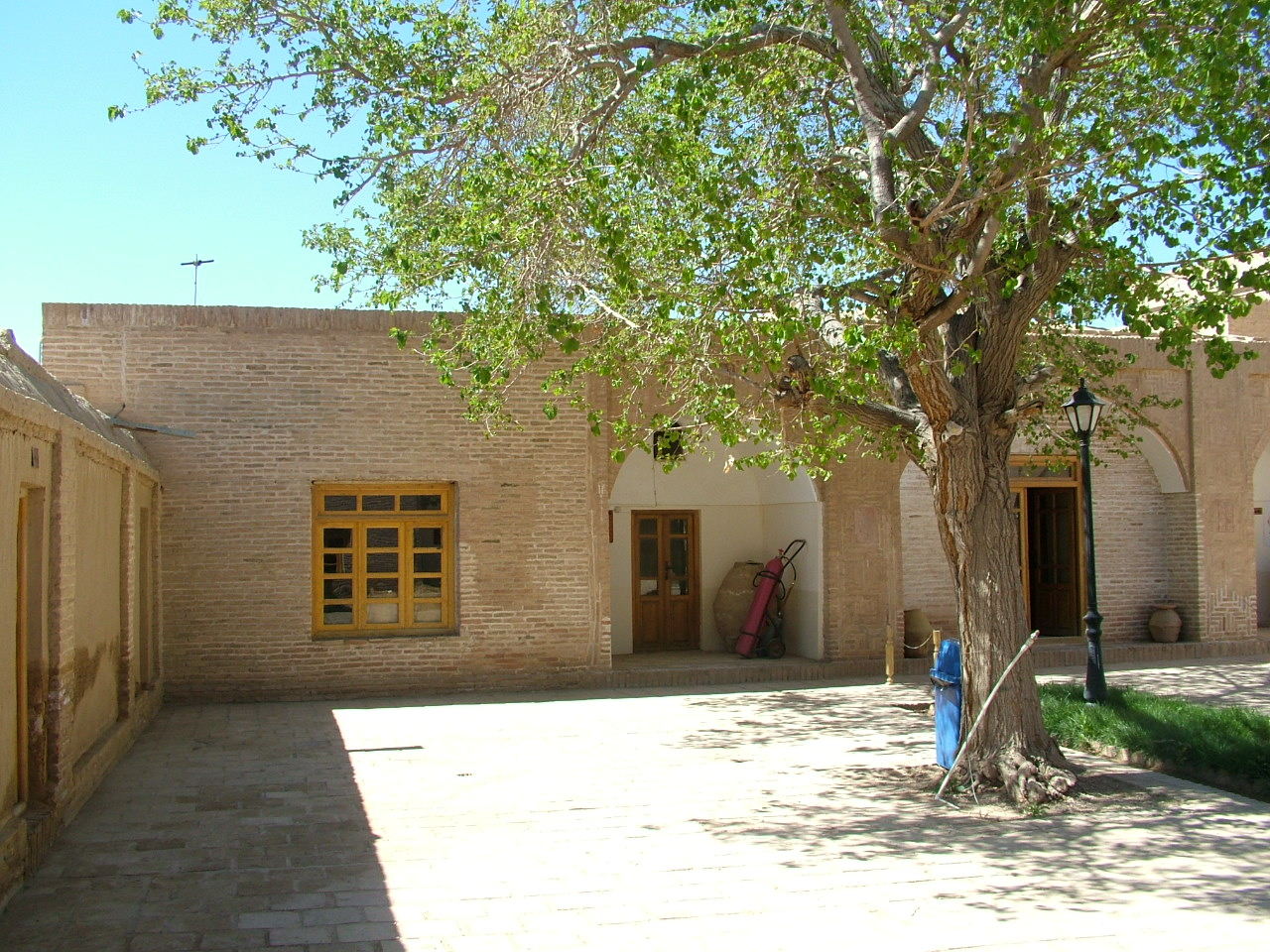
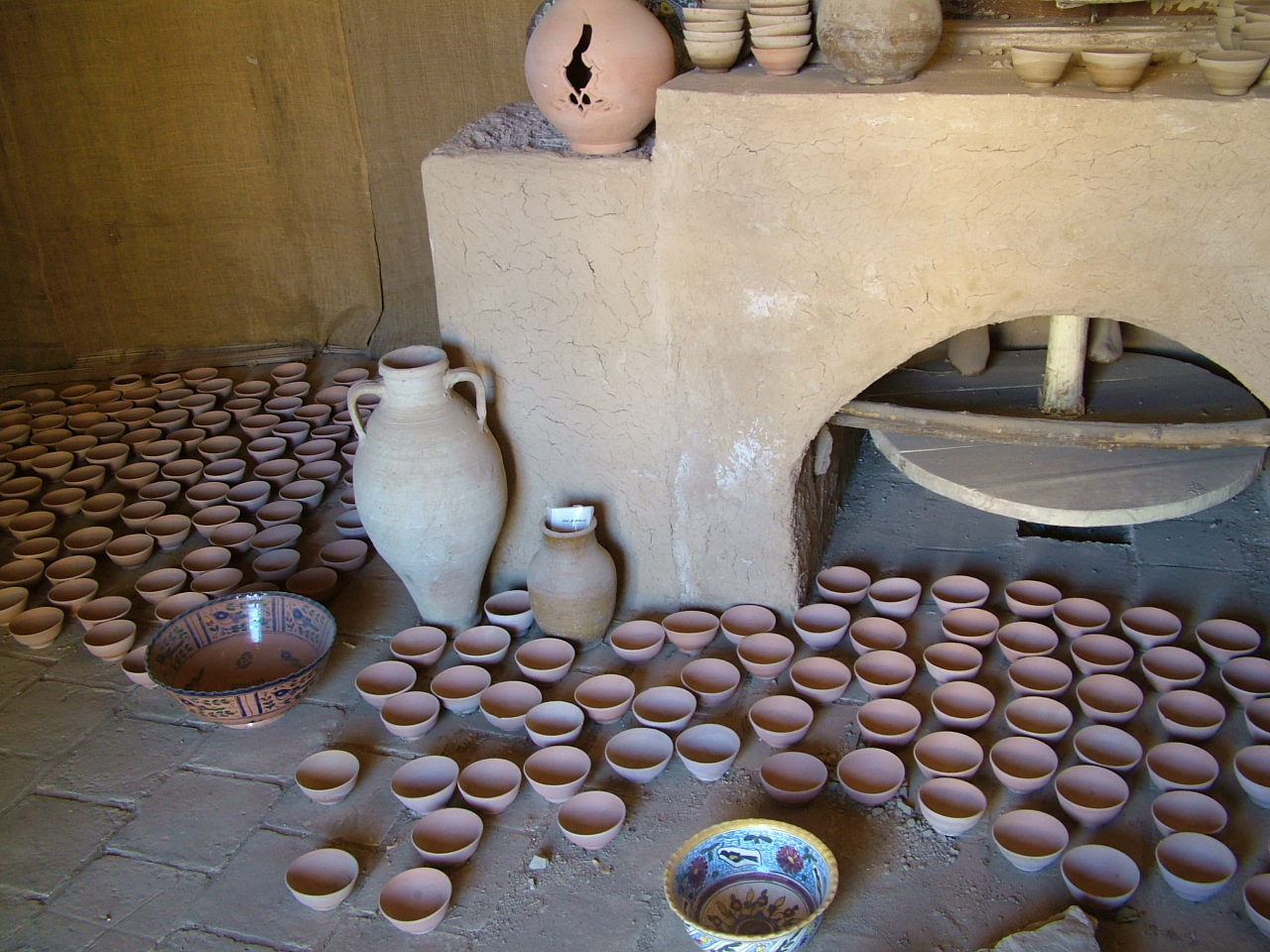
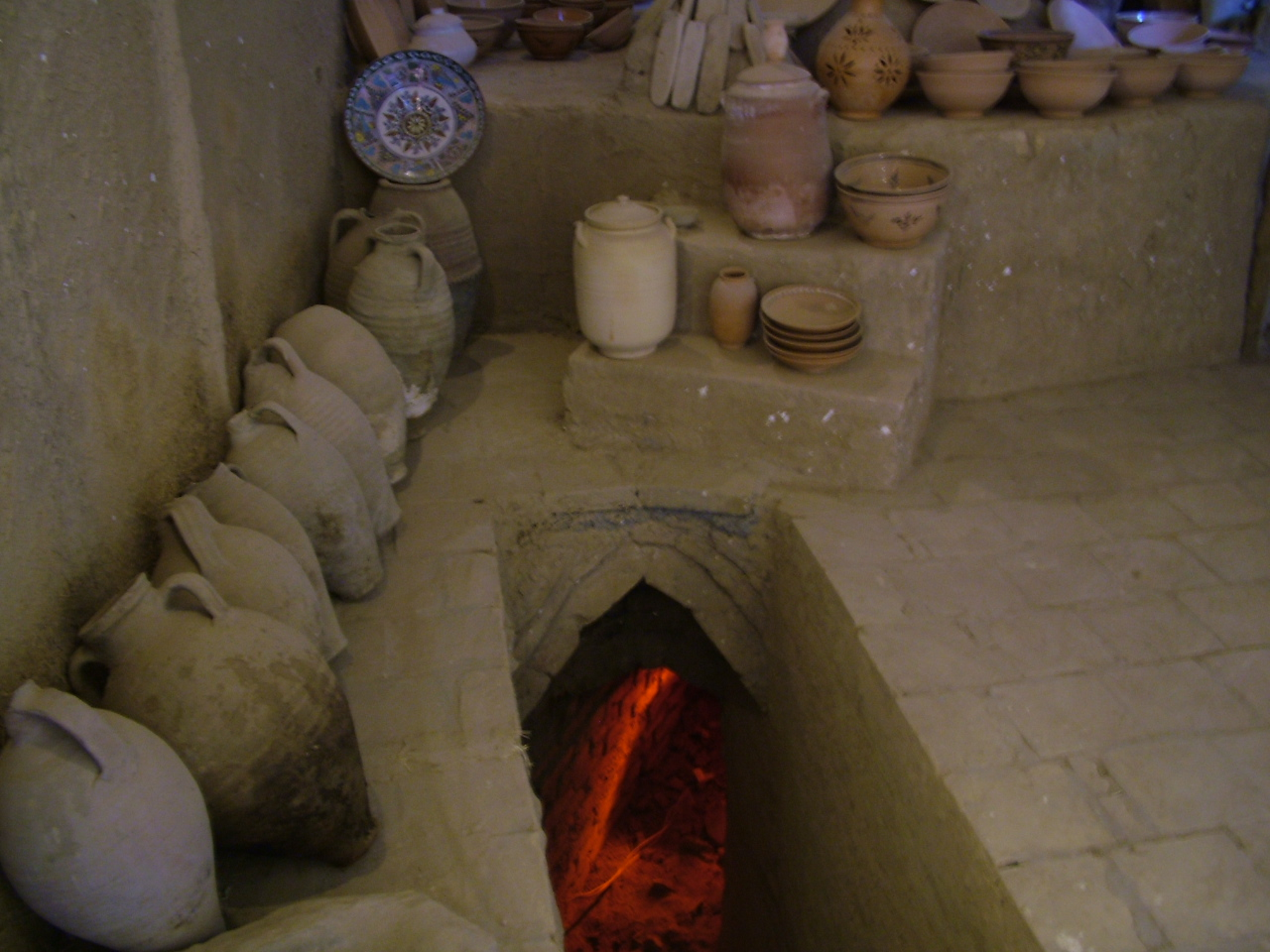
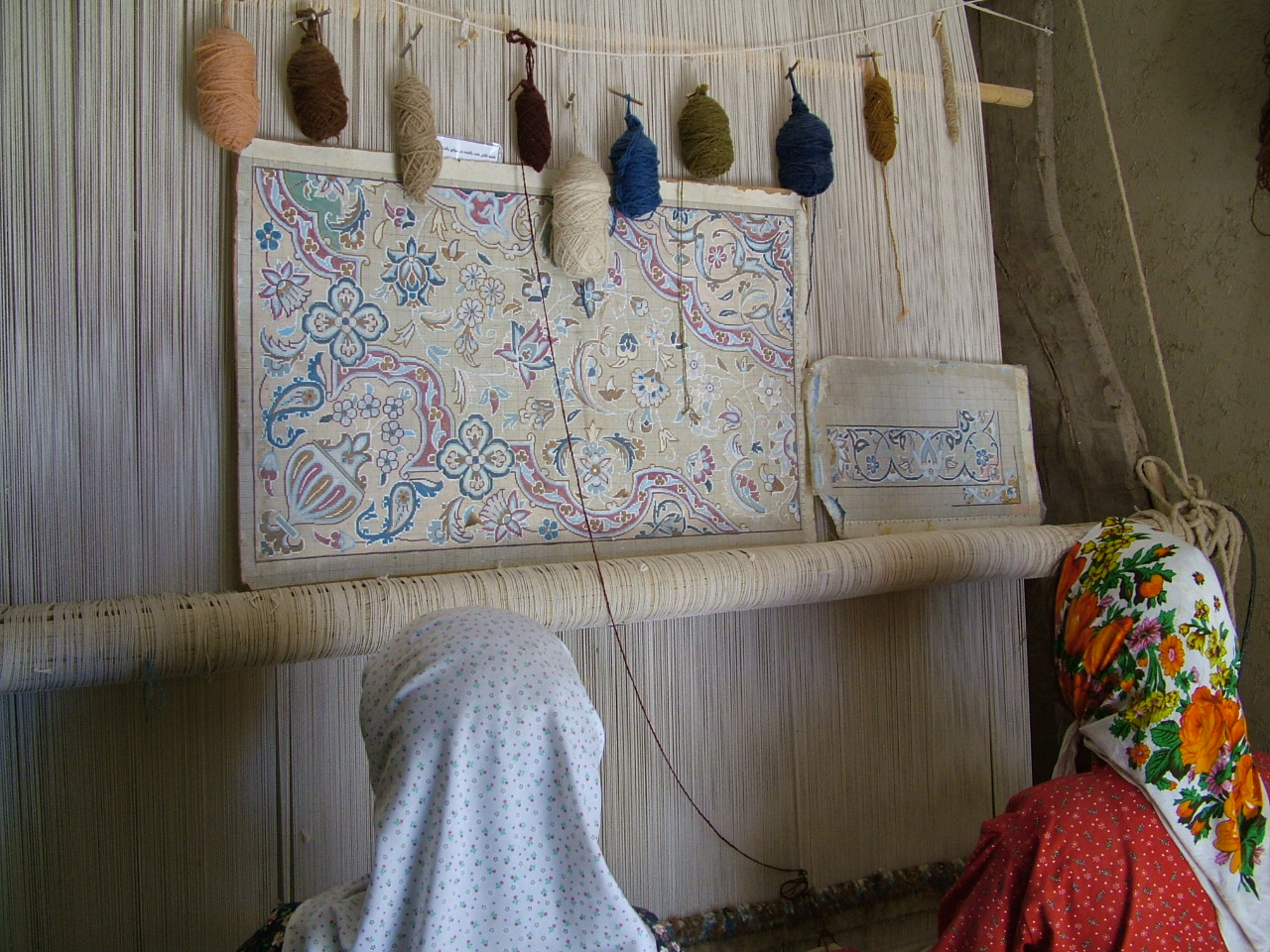
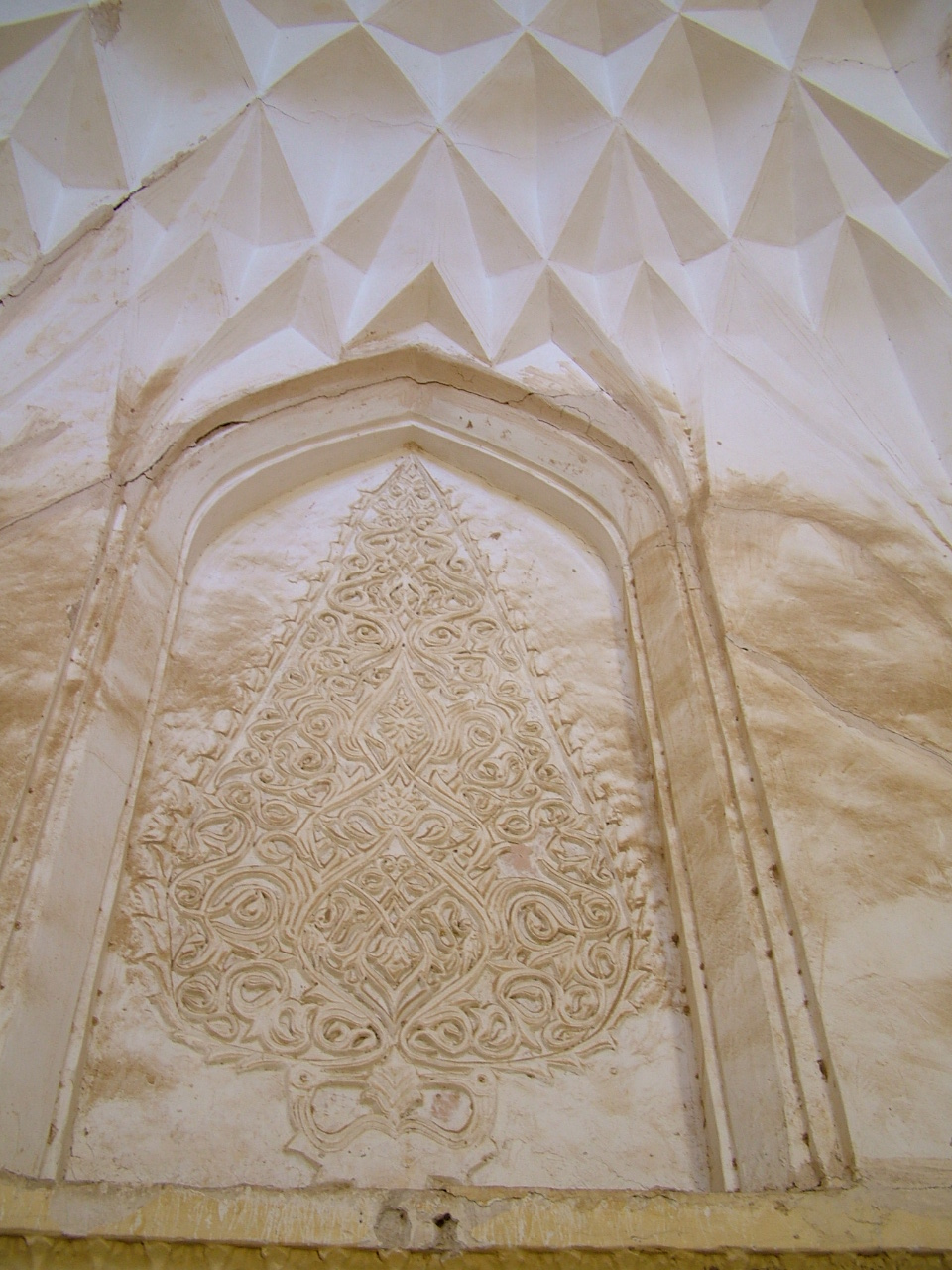
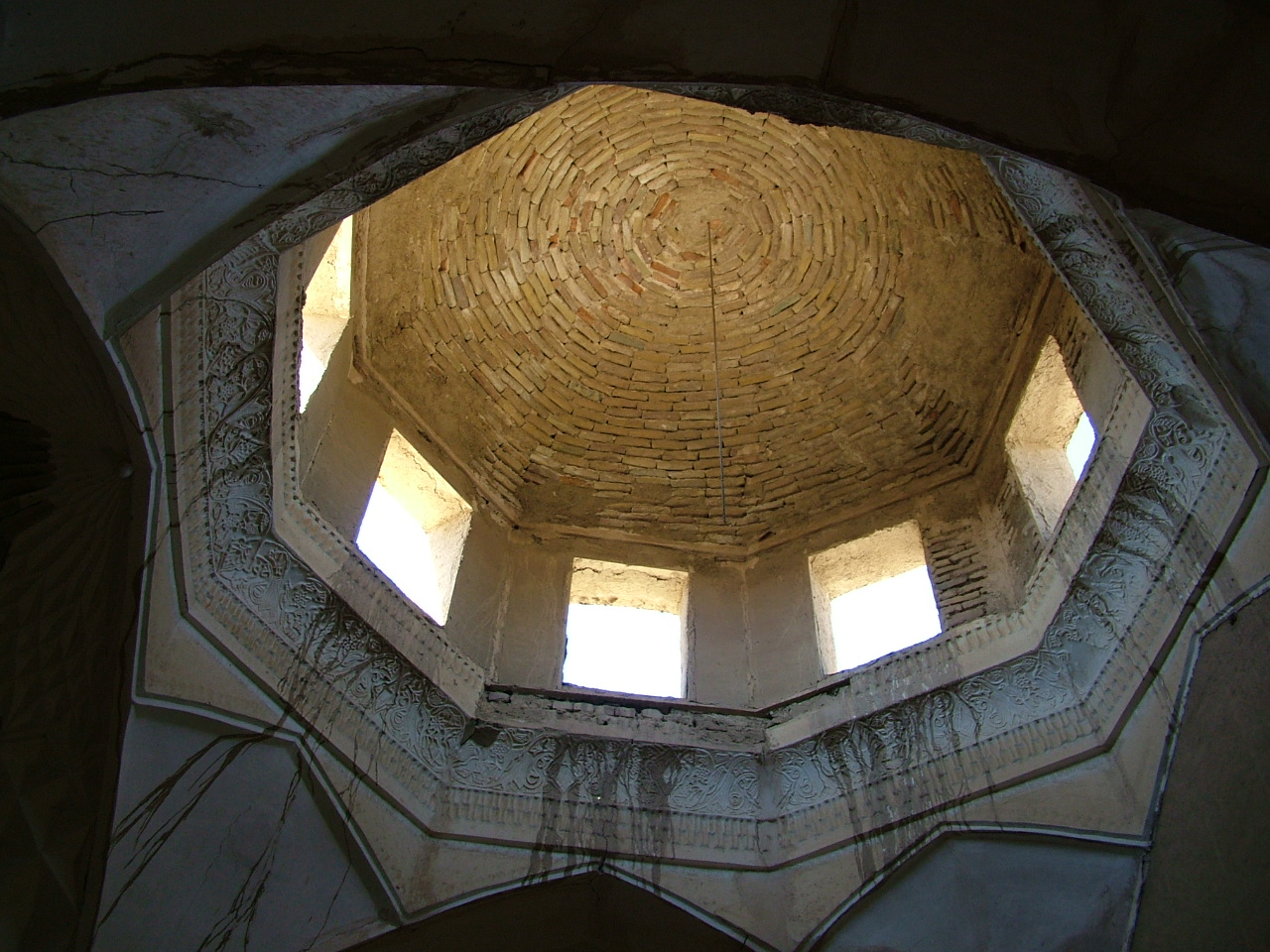
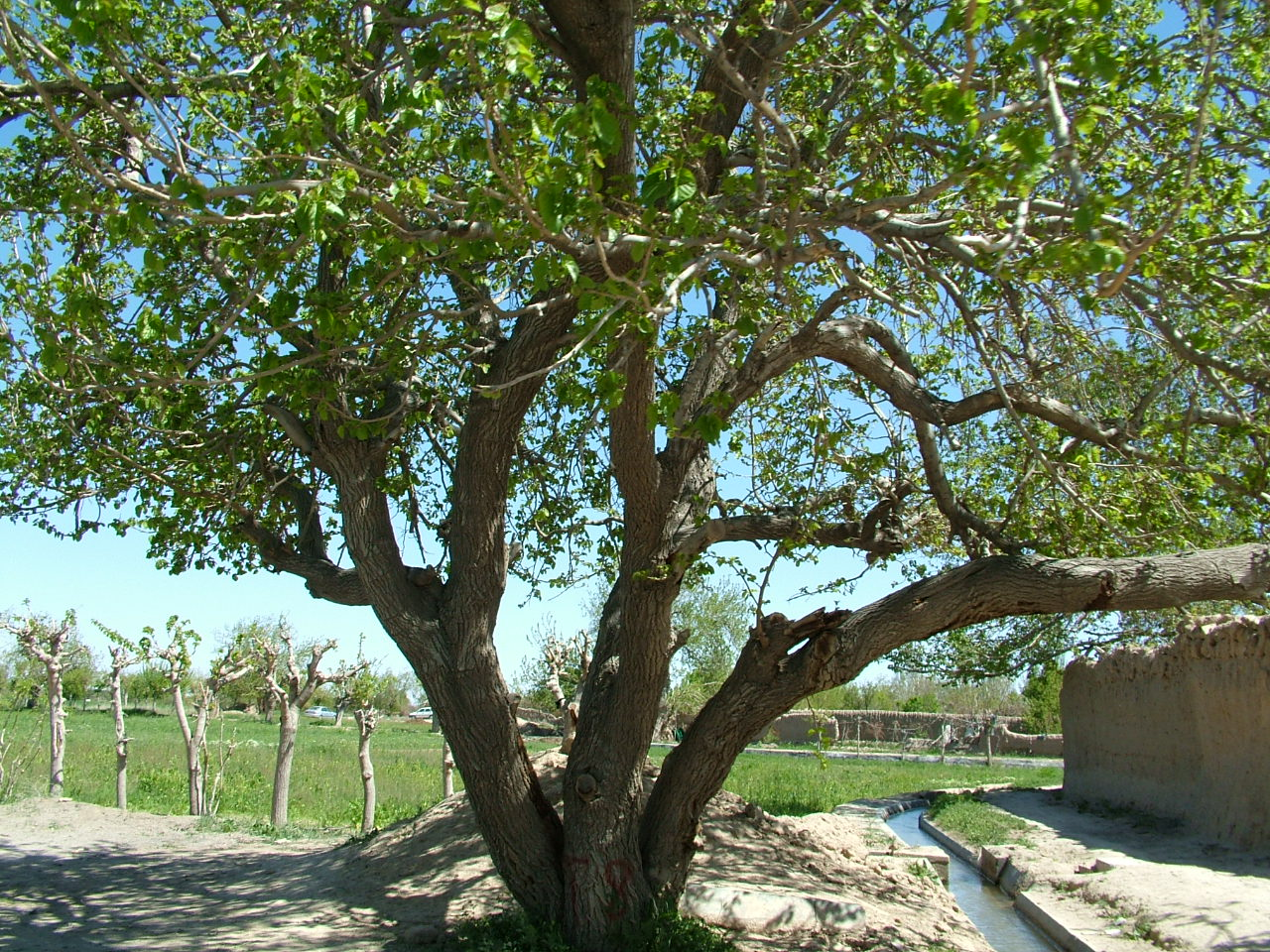
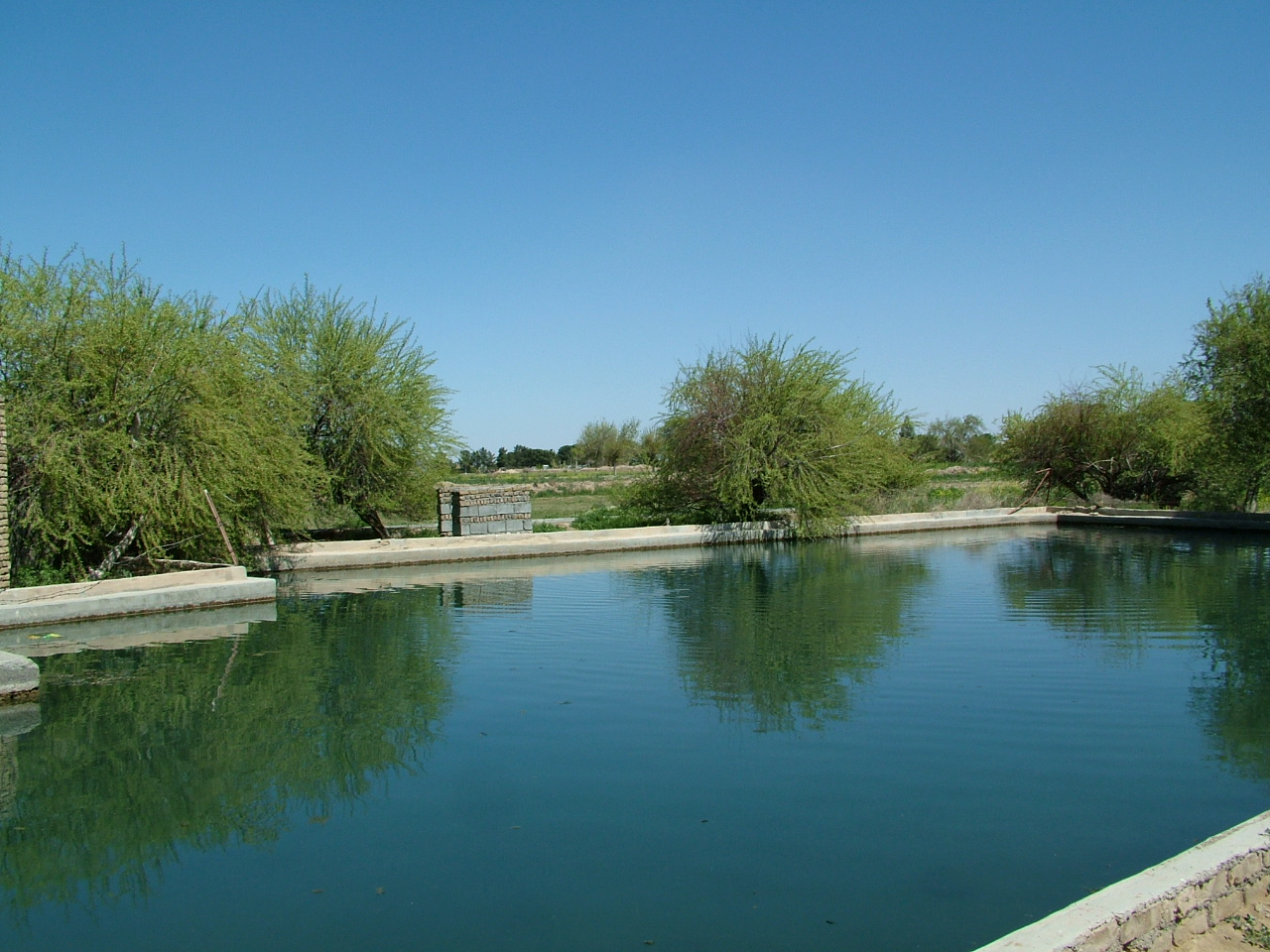
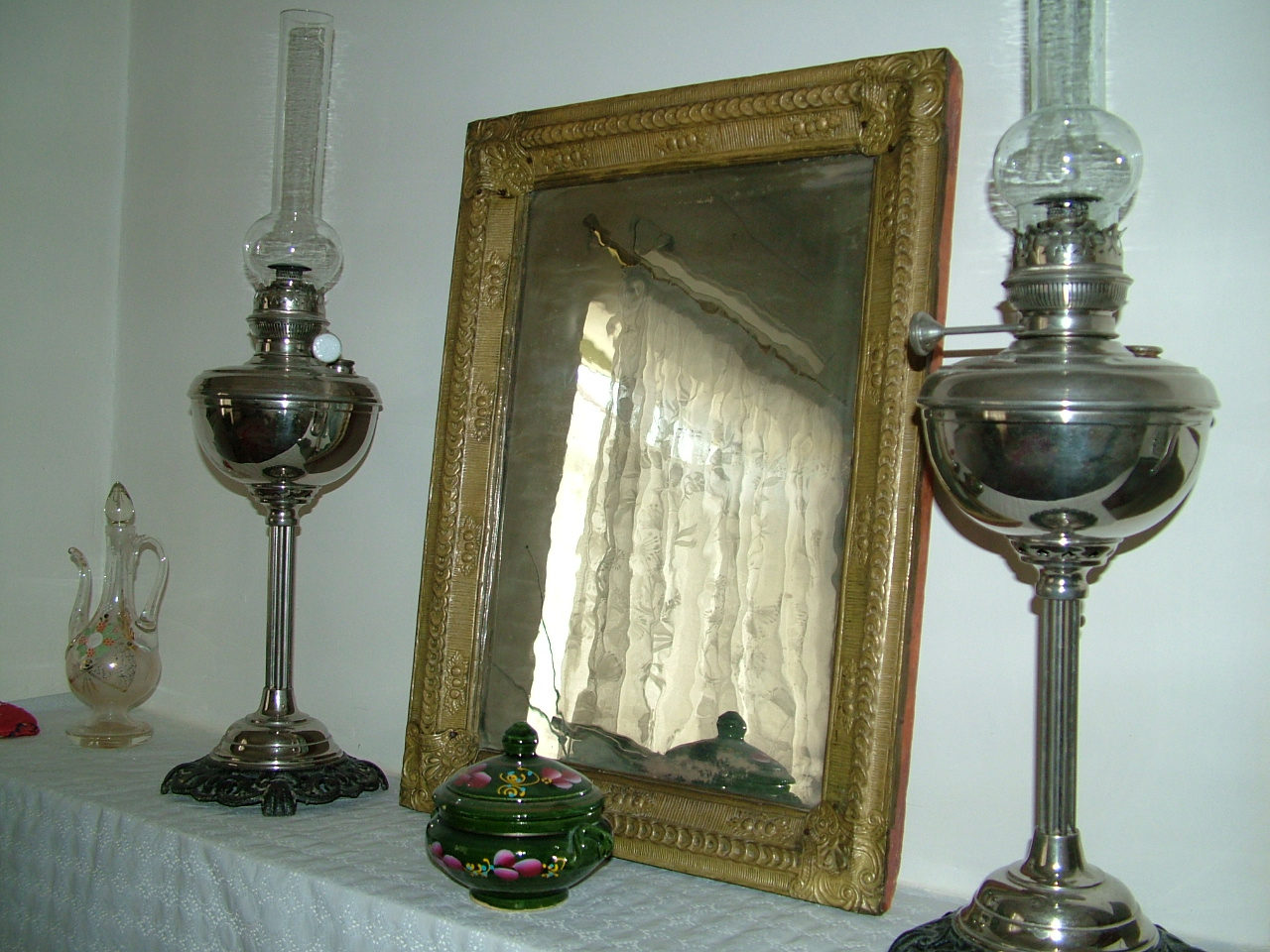